# ثابت ريدبرغ
ثابت ريدبرغ (Rydberg constant) ثابت فيزيائي يستخدم في تحليل الأطياف الذرية رمزه R∞, سمي نسبة إلى الفيزيائي جونز ريدبرغ وتم تصنيفه ضمن أكثر الثوابت الفيزيائية دقة عام 2010.

## قيمة ثابت ريدبرغ
{\displaystyle R_{\infty }={\frac {m_{e}e^{4}}{8\varepsilon _{0}^{2}h^{3}c}}=1.097\;373\;156\;852\;5\;(73)\times 10^{7}\ \mathrm {m} ^{-1},}
حيث أن me كتلة السكون للإلكترون , e شحنة أولية , ε0 سماحية الفراغ , h ثابت بلانك , c سرعة الضوء في الفراغ
وعادة مايستخدم هذا الثابت في الفيزياء الذرية على شكل وحدة ريدبرغ للطاقة :
{\displaystyle hcR_{\infty }=13.605\;6923(12)\ \mathrm {eV} \equiv 1\ \mathrm {Ry} .}
وبتعبير آخر
{\displaystyle R_{\infty }={\frac {\alpha ^{2}m_{e}c}{4\pi \hbar }}={\frac {\alpha ^{2}}{2\lambda _{e}}}\ }
{\displaystyle hcR_{\infty }=m_{e}c^{2}{\frac {\alpha ^{2}}{2}}={\frac {hc\alpha ^{2}}{2\lambda _{e}}}={\frac {hf_{C}\alpha ^{2}}{2}}={\frac {\hbar \omega _{C}}{2}}\alpha ^{2}={\dfrac {\hbar ^{2}}{2m_{e}a_{0}^{2}}}.}
حيث أن:
{\displaystyle h\!} ثابت بلانك
{\displaystyle \hbar =h/2\pi } انخفاض ثابت بلانك
{\displaystyle c\!} سرعة الضوء في الفراغ
{\displaystyle \alpha \!} ثابت البنية الدقيقة
{\displaystyle \lambda _{e}=h/m_{e}c\!} طول موجة كومبتون
{\displaystyle f_{C}=m_{e}c^{2}/h\!} تردد كومبتون للإلكترون
{\displaystyle \omega _{C}=2\pi f_{C}\!} تردد كومبتون الزاوي
{\displaystyle a_{0}={\frac {4\pi \varepsilon _{0}\hbar ^{2}}{e^{2}m_{e}}}} نصف قطر بور
بالتالي تكون طاقة الإلكترون في المستوى التحتي n=1 في ذرة الهيدروجين :
{\displaystyle E_{n}=-hcR_{\infty }{\frac {1}{n^{2}}}}.
حيث أن h c R تساوي قيمة ثابتة وهي 13.6 إلكترون فولت. تلك الطاقة تسمى أحيانا «طاقة ريدبرج»  ، وهي تختص بذرة الهيدروجين.
أي أن تلك الطاقة هي الطاقة التي يجب إدخالها من الخارج لكي ينفصل الإلكترون عن ذرة الهيدروجين وينطلق ويصبح حرا. يحدث ذلك مثلا في درجات الحرارة العالية للهيدروجين أو بتسليط تيار كهربائي عليه أو غير ذلك.

## اشتقاق ثابت ريدبرغ من ميكانيكا الكم
{\displaystyle E_{\mathrm {total} }={\frac {-m_{e}e^{4}}{8\epsilon _{0}^{2}h^{2}}}.{\frac {1}{n^{2}}}\ }
{\displaystyle \Delta E={\frac {m_{e}e^{4}}{8\epsilon _{0}^{2}h^{2}}}\left({\frac {1}{n_{\mathrm {initial} }^{2}}}-{\frac {1}{n_{\mathrm {final} }^{2}}}\right).\ }
{\displaystyle \left({\frac {1}{\lambda }}={\frac {E}{hc}}\rightarrow \Delta {E}=hc\Delta \left({\frac {1}{\lambda }}\right)\right)\ }
{\displaystyle \Delta \left({\frac {1}{\lambda }}\right)={\frac {m_{e}e^{4}}{8\epsilon _{0}^{2}h^{3}c}}\left({\frac {1}{n_{\mathrm {initial} }^{2}}}-{\frac {1}{n_{\mathrm {final} }^{2}}}\right)\ }
{\displaystyle h\!} ثابت بلانك
me كتلة السكون للإلكترون
{\displaystyle c\!} سرعة الضوء في الفراغ
e شحنة أولية
ε0 سماحية الفراغ
{\displaystyle n_{\mathrm {initial} }\ } و {\displaystyle n_{\mathrm {final} }\ } مستوى الإلكترون في الذرة